# Адьяр
Адьяр (там. அடையாறு) — місто в індійському штаті Тамілнад, в окрузі Ченнаї.